# José Vicente Barbosa du Bocage
José Vicente Barbosa du Bocage (Funchal, 2 maggio 1823 – Lisbona, 3 novembre 1907) è stato un naturalista e politico portoghese.
Era cugino di secondo grado del poeta Manuel Maria Barbosa du Bocage.

## Biografia
Effettuò studi di matematica e di medicina presso l'università di Coimbra dal 1839 al 1846. Dopo qualche problema di ordine politico, ottenne nel 1849 un posto come professore di zoologia alla scuola politecnica (oggi università) di Lisbona.
Più tardi, diresse il dipartimento di zoologia del museo nazionale di storia naturale di Lisbona, che verrà ribattezzato Museu Bocage in suo onore nel 1905.
Nonostante fosse stato fondato nel 1772 da Domenico Vandelli (1730-1816), fu Bocage che conferì lustro e importanza a questo museo. Grazie alle colonie portoghesi di Africa, di Asia e di America, le collezioni si arricchirono rapidamente. Bocage ne ottenne anche altre dalla Francia, a titolo di risarcimento per il furto delle precedenti collezioni che le armate napoleoniche avevano commesso nel 1807, anche per iniziativa di Étienne Geoffroy Saint-Hilaire (1772-1844).
Fu il primo vice-Presidente della Società Geografica di Lisbona - Sociedade de Geografia de Lisboa - e ne divenne Presidente dal 1877 al 1883. Nel 1883 divenne anche Ministro della Marina e delle Colonie e in seguito Ministro degli Affari Esteri fino al 1886, e fu il rappresentante politico della delegazione portoghese alla Conferenza di Berlino.
In campo zoologico, studiò soprattutto uccelli e rettili e pubblicò quasi 200 articoli scientifici. Tra questi sono particolarmenti importanti quelli riguardanti gli uccelli dell'Angola. Fece inoltre pubblicare nel 1862 un manuale destinato ai viaggiatori per la raccolta e la conservazione di campioni di storia naturale, Instrucções praticas sobre o modo de colligir, preparar e remetter productos zoologicos para o Museu de Lisboa.
Fu membro straniero della Società zoologica di Londra a partire dal 1863.

## Lista parziale delle pubblicazioni
- A ornitologia dos Açores, 1866
- Aves das possessões portuguesas d’Africa occidental que existem no Museu de Lisboa, 24 numéros de 1868 à 1882
- Lista dos répteis das possessões portuguesas d’Africa occidental que existem no Museu de Lisboa, 1866
- Notice sur un batracien nouveau du Portugal, 1864
- Diagnose de algumas espécies inéditas da família Squalidae que frequentam os nossos mares, 1864
- Peixes plagiostomos, 1866
- Ornithologie d’Angola, 1881 e 1877
- Herpetologie d’Angola et du Congo, 1895.
- lista completa

## Taxa classificati
| Bocage è l'abbreviazione standard utilizzata per le specie animali descritte da José Vicente Barbosa du Bocage. Categoria:Taxa classificati da José Vicente Barbosa du Bocage |